# Divination météorologique
 (avril 2014).
La divination météorologique est la pratique consistant à faire des prédictions diverses sur la base de phénomènes atmosphériques constatés, comme la pluie[réf. nécessaire], les éclairs, les vents violents, les nuages[réf. nécessaire].

## Histoire
La divination météorologique est connue pour avoir été pratiquée très tôt en Grèce où, déjà, cette science était si ancienne qu'on attribuait ses premiers principes au centaure Chiron[réf. nécessaire]. Au cours du temps, cette pratique fut supplantée par l'astrologie et prit fin lors de l'expansion du Christianisme en Europe[réf. nécessaire], qui la considéra comme superstitieuse.

## Les méthodes divinatoires
À ne pas confondre avec les prodiges, les phénomènes naturels sont interprétés de différentes façons. Ces phénomènes sont considérés comme des réactions ou des messages des dieux. Ainsi, l’éclair de Zeus est le phénomène le plus connu (ΔιοσημΣίαι), pour les Grecs tout comme les Romains. Ces phénomènes météorologiques apparaissent souvent dans les mythes et les légendes. En effet, dans L'Iliade d'Homère, Zeus, pour encourager les Grecs et les Troyens, lança un éclair sur leur droite[réf. nécessaire]. Tout comme les autres divinations, elle se pratique dans des sites oraculaires spécifiques, comme celui de Dodone[réf. nécessaire].